# José Bonello
José Bonello OFM (ur. 4 kwietnia 1961 w Xagħra) – maltański duchowny rzymskokatolicki działający w Hondurasie, od 2012 biskup Juticalpa.

## Życiorys
Święcenia kapłańskie przyjął 7 lipca 1985 w zakonie franciszkanów. Po święceniach został mistrzem postulatu. W 1990 wyjechał do Hondurasu i został wikariuszem parafii w La Libertad, a niedługo później objął urząd jej proboszcza. Od 2009 był także wikariuszem generalnym diecezji Comayagua.
22 listopada 2010 otrzymał nominację na koadiutora diecezji Juticalpa. Sakry biskupiej udzielił mu 12 lutego 2011 kard. Oscar Andrés Rodríguez Maradiaga, arcybiskup Tegucigalpy. Pełnię rządów w diecezji objął 2 lutego 2012.